# Bartos Gábor
Bartos Gábor (Győr, 1931. június 19. – Dunaújváros, 2023. október 31.) magyar orvos, sebész, érsebész, az orvostudományok kandidátusa, osztályvezető főorvos.
1973-ban kapott osztályvezető főorvosi kinevezést a dunaújvárosi Szent Pantaleon Kórház általános sebészeti osztályára, amelyet 1997-ben történt nyugdíjba vonulásáig vezetett.

## Szakmai életútja
A Pécsi Orvostudományi Egyetem Általános Orvosi Karán végzett 1955-ben, majd annak Műtéttani Intézetében, később II. sz. Sebészeti Klinikáján dolgozott. Munkacsoportjával kidolgozta a magyar érprotézist és a poliészter hasfali hálót, melyet a nyolcvanas évek végéig alkalmaztak. 1967 és 1973 között a POTE II. sz. Sebészeti Klinikáján bevezette a sebészi varrógépek használatát és a kolangioszkópiát, munkacsoportjával elkezdte az érsebészetet. 2005-ben arany, 2015-ben gyémánt diplomát, 2020-ban vas diplomát kapott.
Sebészeti tevékenysége mellett meghatározó volt érsebészeti munkássága. Mindkét szakmában szerzett szakorvosi képesítést. A kísérletes érprotetikáról írt értekezése alapján 1970-ben elnyerte az orvostudományok kandidátusa tudományos fokozatot.
1973-ban kapott osztályvezető főorvosi kinevezést a Dunaújvárosi Kórház Általános Sebészeti Osztályára, melyet 1997-ben történt nyugdíjba vonulásáig vezetett. Vezetői munkásságához kötődik az osztály bővítése, technikai fejlesztése, a műtéti repertoár korszerűsítése, főként a gasztroenterológiai és az onkológiai műtétek terén. Dunaújvárosban ő honosította meg az érsebészeti tevékenységet. Szerepet vállalt az Intenzív Betegellátó Osztály létrehozásában is. Osztályán precíz, pontos munkát követelt, tevékenységét naprakész tudományos ismeretekkel, igényes szakmai színvonalon, maximális betegcentrikussággal végezte. Saját fejlesztéssel, elsők között kezdte el a mikroszámítógépes sebészeti dokumentációt. Munkája kezdetétől befejezéséig alkalmazták az infekció-regisztert, amely itthon unikumnak számított. Tanítványai kilenc sebészeti, négy érsebészeti szakképesítést szereztek. Két volt beosztottja lett osztályvezető sebész főorvos, további egyikük pedig más területen orvos vezető.

## Tudományos munkássága
Tudományos munkássága is kiemelkedő volt, 166 írásbeli közlése van, valamint közel 200 előadást, poszter- és filmbemutatást tartott. Tudományos munkái a kísérletes kalluszgyógyulás, az érprotetika és a műanyagháló-kutatás, az érsebészet, a gasztroenterologiai sebészet, a sebészi infektológia, illetve a hasfali sérvek műanyaghálós kezelésének témakörét érintik. 2023-ban megjelent a magyar érsebészet történetéről szóló könyve.

### Fontosabb tudományos közleményei
- A korszerű műanyag érprothesisekről. Orv. Hetil. 1960; 101: 933. 20
- Bartos G., Karmos V., Szőllőssy L., Török B., Kustos Gy., Czigner J.: Übereine neuere alloplastische Gefässprothese. Zbl. Chir. 1961; 86: 1995-2000.
- A magyarországi kísérletes érprotetika az ötvenes-hetvenes években (I. rész) Érbetegségek. 2003; 10: 17-26.
- A magyarországi kísérletes érprotetika az ötvenes-hetvenes években. (II. rész) A magyar érprotézis története. Érbetegségek. 2003; 10: 73-82.
- Bartos G., Bihari I., Markovics G.: Jelentős felfedezés az érprotetikában, annak megszületése előtt. Huzella Tivadar kutatásai a műerek belsejében kialakuló endothel eredetéről. Érbetegségek. 2010: 17: 69-73.
- A porozitás értékelése a kísérletes érprotetikában. Kandidátusi értekezés, Budapest. 1967. 213 p.
- Bartos G., Tóth I.: Über den Zusammenhang zwischen der Porosität und dem strukturellen Aufbau des Regenerates in der experimentellen Gefässprothetik. Z. Exp. Chir. 1969; 2: 316-323.
- Occurrence of specific tissue elements several years after alloplastic vascular repair. Acta Morphol. Acad. Sci. Hung. 1968; 16: 295-303.
- Bartos G., Tóth I.: Über den Ursprung der sich an Gefässprothesen bildenden inneren Kapsel. Acta Chir. Acad. Sci. Hung. 1968; 9: 165-172
- Bartos G., Szőllőssy L.: Problems of alloplastic vascular repair 3. Connection between the porosity and the degenerative changes of the neointima. Acta Morphol. Acad. Sci. Hung. 1967; 15: 245-255.
- Bartos G., Veress B., Kádár A., Jellinek H., Tóth I., Temes G., Márk B., Gulácsy I.: Experimental vascular prosthetics as a model of vascular regeneration. Acta Morphol. Acad Sci. Hung. 1973; 21: 57-77.
- Bartos G., Bihari I., Markovics G.: Tudományos értékeink az artériás sebészetben a nagy elődök után, Érbetegségek 2012; 19: 87-101.53. Weber G, Jako G, Jako R. A: Minimal access endoscopic exposure of the abdominal aorta for aortoiliac reconstructive surgery. Proceedings of XXIst World Congress of the International Society for Cardiovascular Surgery. Lisbon. 1993. p. 64.

### Bartos Gábor kísérletei
Az érprotetika problémái közül főként a porozitás és a regenerációs morphogenesis összefüggéseit 1960 és 1973 között vizsgálta. Megállapította, hogy minél porózusabb az érprotézis, a regenerátum szerkezete annál inkább emlékeztet az artériafal hármas rétegződésű felépítésére. S fordítva, minél tömöttebb szerkezetű a graft, annál inkább idegentest betokolódására emlékeztet a műéren kialakult regenerátum. Azt is megfigyelte, hogy minél porózusabb a graft, annál gazdagabban fordulnak elő a regenerátumban érspecifikus szövetelemek, endothel, simaizom sejtek, rugalmas rostok.

## Civil munkássága, elismerései
Dunaújvárosban folytatott munkásságáért a ’70-es, ’80-as években kétszer kapott „Miniszteri Dicséretet”. 1995-ben PhD oklevélben, 1996-ban „Pro Sanitate” miniszteri dicsérő oklevélben részesült. 1998-ban a város vezetése „Dunaújváros Egészségügyéért” díjjal ismerte el munkásságát. 2003-ban elnyerte az „Érbetegségek” c. szakfolyóirat szerkesztőbizottsága által alapított „Legjobb publikációért” díjat, 2011-ben pedig ugyanennek a testületnek a „Nagydíját”. A Magyar Sebész Társaság Jubileumi 100. Kongresszusán, 2006-ban, megkapta a „Magyar Sebészetért Emlékérmet”, amely a magyar sebészet második legmagasabb kitüntetése. 2015-ben intézményünk vezetése „Szent Pantaleon Emlékéremben” részesítette. 2019-ben a Magyar Angiológiai és Érsebészeti Társaság a magyar érsebészet legmagasabb kitüntetését, a „Soltész Lajos Emlékérmet” adományozta részére.

## Karitatív tevékenysége
A bangladesi polgárháború során, a bangladesi függetlenségi háború idején, 1971-ben, hónapokon keresztül vezette az ottani magyar tábori sebészeti kórház részlegét, mely kiküldetéséért “Az egészségügy kiváló dolgozója” címet kapta az akkori Népjóléti Minisztériumtól. Két társával magyar tábori kórházat telepített Noakhaliba, a mai Banglades déli részébe. Átélték az 1971. március 24-én kitört polgárháborút és "Bangla Desh" (Banglades) új állam megszületését. Ők voltak talán az egyetlen külföldi orvos csapat, amely a forradalom idején és az új állam kezdetén a bengáliakkal voltak.

## Családja
Édesapja dr. Bartos Gábor községi orvos, édesanyja Kovatsits Mária, húga Éva. Felesége dr. Markovics Gabriella sebész főorvos. Lánya: dr. Bartos Lilla Éva ügyvéd, unokája: Listár Péter